# نیزاتیدین
نیزاتیدین(به انگلیسی: Nizatidine) یک آنتاگونیست گیرنده هیستامین H۲ است که تولید اسید معده را مهار می‌کند و معمولاً در درمان بیماری زخم معده و بیماری ریفلاکس معده استفاده می‌شود.
این دارو در سال ۱۹۸۰ ثبت اختراع شد و در سال ۱۹۸۸ برای استفاده پزشکی تأیید شد. نیزاتیدین نخستین بار توسط ایلای لی‌لی اند کامپنی توسعه داده شد و با نام‌های تجاری  Tazac و Axid عرضه می‌شود.

## همچنین ببینید
- فاموتیدین (Pepcid) - یکی دیگر از آنتاگونیست‌های متداول گیرنده H۲